# Mohamed Laïd Moussa
Mohamed Laïd Moussa, né vers 1947, est un ancien instituteur algérien habitant à Marseille (France), incarcéré le 12 mars 1973 pour avoir blessé mortellement un de ses voisins, et abattu au cours d'une soirée privée par un homme cagoulé le 18 mars 1975, quelques jours après sa libération. Les évènements, qui donnent lieu à une importante couverture médiatique, se déroulent dans la continuité d'une vague de racisme anti-maghrébin qui est particulièrement violente dans les environs de Marseille en 1973.
Laïd Moussa est un ancien instituteur algérien, venu étudier à Marseille à partir de 1970 « pour mieux servir l'Algérie nouvelle ». Il est employé comme soudeur à Fos-sur-Mer. Le 16 juillet 1973, à la cité Saint-Jean-du-Désert, une cité étudiante gérée par la MNEF, Mohamed Laïd Moussa blesse mortellement son voisin de palier Michel Baliozian, à la suite d'une rixe au sujet du bruit causé par celui-ci. Mohamed Laïd Moussa est incarcéré à la prison des Baumettes. Le 12 mars 1975, il est condamné à trois ans d'emprisonnement, dont dix-huit mois avec sursis, la cour ayant retenu l'excuse de la provocation et les circonstances atténuantes. Ayant déjà purgé sa peine de détention, il sort libre. Six jours plus tard, dans la nuit du 18 au 19 mars, pendant une fête organisée par ses soutiens pour célébrer sa libération et son départ prochain vers l'Algérie, il est abattu par un homme masqué qui surgit sur le lieu de la fête et s'échappe ensuite en voiture. Il décède à l'hôpital de la Conception,,,. La police évoque un règlement de comptes, ses proches dénoncent un meurtre raciste. Ses avocats, et l'écrivain Pierre Guyotat qui avait rencontré Mohamed Laïd Moussa en 1968 près de Tamanrasset et témoigné à son procès, reçoivent des menaces de morts avec des messages racistes. Une manifestation de protestation organisée par le P.S.U., la Ligue communiste révolutionnaire, Lutte ouvrière, le Mouvement des travailleurs arabes et le comité de soutien aux travailleurs immigrés réunit des centaines de personnes le 22 mars. Michel Foucault, Jean Genet, Alfred Kastler, François Mitterrand et Jean-Paul Sartre sont parmi les signataires de l'appel « Pour un comité vérité ». L'enquête n'a pas abouti, malgré la contribution de plusieurs inspecteurs parisiens dépêchés par le Ministre de l'intérieur. Ce meurtre ravive la mémoire des autres agressions racistes impunies survenues dans la région marseillaise à partir d'août 1973. 
Le visage de Laïd Moussa, photographié par la police après son arrestation en 1973 et montré dans un article du Nouvel Observateur le 25 mars 1975, se retrouve sur les pancartes des manifestations. Le Collectif Antifasciste détourne cette photographie sur une affiche sérigraphiée : le visage est juxtaposé à des silhouettes d’hommes armés, chacun dans une couleur du drapeau français, symbolisant les nostalgiques de l’Algérie française. L'affiche est exposée au Musée d’Art moderne de Paris pendant le 26e salon de la Jeune Peinture, et fait aujourd'hui partie de la collection du Musée de l'Histoire de l'immigration.